# Lepidium virginicum
Passerage de Virginie
Espèce
Classification phylogénétique
La passerage de Virginie (Lepidium virginicum) est une espèce de plantes à fleurs de la famille des Brassicacées. Haute de 10 à 50 cm, à feuilles supérieures longues et dentées, elle porte à l’extrémité de la tige des inflorescences de petites fleurs blanches ou jaunes (2 mm de diamètre), qui deviennent de petits fruits verts.

## Habitat
Originaire d’Amérique du Nord, cette plante naturalisée en Europe pousse surtout au soleil sur des sols secs dans des endroits délaissés.

## Utilisations
Toutes les parties de la plante ont un goût poivré, d’où son utilisation comme poivre de substitution. Elle est comestible crue en salade ou sautée à la poêle.